# Heinz Vettermann
Heinz Vettermann (* 25. März 1957 in Wien; † 20. August 2021 ebenda) war ein österreichischer Politiker (SPÖ). Er war ab 1993 Abgeordneter zum Wiener Landtag und Gemeinderat.

## Ausbildung und Beruf
Heinz Vettermann besuchte zwischen 1963 und 1967 die Volksschule in der Brigittenau, danach von 1967 bis 1970 ein Bundesrealgymnasium im Alsergrund, bevor er von 1970 bis 1971 in ein Bundesrealgymnasium in der Brigittenau wechselte. Danach besuchte er zwischen 1971 und 1974 die Handelsschule in der Josefstadt.
Von 1974 bis 1976 arbeitete Vettermann für den Creditanstalt – Bankverein, danach leistete er seinen Zivildienst beim Arbeiter-Samariterbund ab. Von 1977 bis 1981 war er freiberuflich als Berater tätig, zwischen 1981 arbeitete er für die Firma Igef in der Buchhaltung und Lohnverrechnung und von 1984 bis 1987 war Vettermann freiberuflicher Verhaltenstrainer am BFI und am  Renner-Institut. 1988 trat er in den Dienst der SPÖ ein und war bis 1993 Bezirkssekretär der SPÖ-Josefstadt.  

## Politik
Heinz Vettermann wurde 1993 in den Wiener Landtag und Gemeinderat gewählt. Er war seit 1994 Vorsitzender der SPÖ Josefstadt und seit 1999 Bildungssprecher der SPÖ Wien. Vettermann vertrat die SPÖ in der 18. Gesetzgebungsperiode im Ausschuss Wohnen, Wohnbau und Stadterneuerung und war Vorsitzender des Ausschusses für Bildung, Jugend, Information und Sport.
Vettermann war bis 2021 zudem Vorsitzender des Vereines WIENXTRA.
Er war Mitglied der Ausbildungskommission des Arbeitskreises für Sozialpsychologie und Gruppendynamik und arbeitete freiberuflich als Rhetorik- und Kommunikationstrainer.
Im Vorstand der SVA vertrat er die neuen Selbständigen.
Seit 1997 praktizierte er Zen und war ehrenamtlich Generalsekretär der österreichischen Buddhistischen Religionsgesellschaft.